# Uroš Kovačević
Uroš Kovačević (Kraljevo, Serbia; 6 de mayo de 1993) es un jugador profesionista de voleibol  serbio que juega como receptor/atacante en la  selección serbia y en el Trentino Volley. Es el hermano menor del también voleibolista Nikola Kovacevic.

## Trayectoria

### Clubes
Crecido en el OK Ribnica Kraijevo, equipo de su ciudad, con tan solo 17 años ficha por el ACH Volley Bled de Eslovenia donde se queda por dos temporadas y gana dos campeonatos y dos copas nacionales.
En diciembre de 2012 se marcha a Italia en el Pallavolo Modena el equipo más laureado del país, añadendo la Copa Italia 2014-15 a su palmarés. Después de tres campañas como reserva firma por el Blu Volley Verona en busca de un sitio como titular; Kovacevic se convierte en el rider del equipo y logra ganar el primer título continental en la historia del club, la Challenge Cup 2015-16.
En verano de 2017 se hace oficial su fichaje por el Trentino Volley. Tras una temporada sin títulos en la 2018/19 consigue ganar el Mundial del Clubes y sobre todo la Copa CEV donde es nombrado MVP de la competición.

### Selección
Internacional con Serbia desde 2011, ha ganado el   Campeonato Europeo de 2011 y la Liga Mundial de 2016.

## Palmarés

### Clubes
- Campeonato de Eslovenia (2): 2010/11, 2011/12
- Copa de Eslovenia (2): 2010/11, 2011/12
- Copa Italia (1): 2014/15
- Challenge Cup (1): 2015/16
- Copa Mundial de Clubes (1): 2018
- Copa CEV (1): 2018/19
- Liga de la Europa central (MEVZA) (1): 2010/11